# امامزاده ابراهیم (شیراز)
ابراهیم بن موسی الکاظم، معروف به امامزاده ابراهیم دارای آرامگاهی است در محله لب آب شیراز که نزدیک گورستان دارالسلام واقع است.